# جاز (شرکت هواپیمایی)
جاز (به انگلیسی: Jazz) یک شرکت هواپیمایی با کد یاتا QK است که در تاریخ ۲۰۰۱ میلادی تأسیس شده‌است. دفتر مرکزی جاز در فرودگاه بین‌المللی هلفکس استانفیلد، نوا اسکوشیا واقع شده‌است و به ۷۹ مقصد، پرواز انجام می‌دهد.